# Mel Kendrick
Mel Kendrick (nacido el 28 de julio de 1949) es un artista visual estadounidense, conocido principalmente por su trabajo escultórico.

## Temprana edad y educación
Nacido en Boston, Massachusetts, Kendrick halló su pasión por la creación artística en la Phillips Academy, Andover, cuna de destacados artistas postguerra y actuales, incluidos Carl Andre, Carroll Dunham, Peter Halley y Frank Stella. Continuó su educación artística en Trinity College, Connecticut antes de mudarse a la ciudad de Nueva York en 1971, donde escribió su tesis de maestría en Hunter College bajo la supervisión de Tony Smith y fue aprendiz de Dorothea Rockburne.

## Trabajar
La obra de Kendrick fusiona un cuidadoso manejo de materiales con una exploración de forma y espacio. Utiliza una variedad de medios como madera, bronce, caucho, papel y hormigón fundido. Sus esculturas a menudo desafían conceptos convencionales de forma y dialogan con geometría y elementos arquitectónicos. Sus trabajos se destacan por su complejidad y detalle, invitando al espectador a reflexionar sobre el proceso creativo y la relación entre forma y función. La retrospectiva del artista, "Ver cosas en las cosas", exhibida en el Museo de Arte Parrish y la Galería Addison de Arte Estadounidense, reveló un aspecto central de su práctica: la deconstrucción y reconstrucción de la forma, que da como resultado creaciones abstractas intrigantemente complejas.
Kendrick ha participado en más de cuarenta exposiciones individuales y múltiples colectivas, exhibiendo una amplia gama de trabajos. Exposiciones individuales destacadas incluyen la segunda muestra de Artists Space en 1974, "Escultura" en John Weber Gallery en 1983, la serie de esculturas colosales "Markers" en Madison Square Park en 2009 y "Seeing Things in Things" en el Parrish Museo de Arte y la Galería Addison de Arte Americano. Su trabajo también ha aparecido en exposiciones colectivas como "Escultura contemporánea: selecciones de la colección" en el Instituto de Arte de Chicago, "La forma del espacio: escultura de la colección" en el Museo Metropolitano de Arte y la Bienal de Whitney de 1985.
La obra de Kendrick figura en más de 30 colecciones permanentes y de museísticas a nivel global, incluido el Museo Metropolitano de Arte, el Museo de Arte Moderno, el Museo Whitney de Arte Americano, el Instituto de Arte de Chicago, la Galería de Arte de la Universidad de Yale, el Museo de Filadelfia of Art, el Museo de Bellas Artes de Houston, el High Museum of Art, el Walker Art Center, el Museo de Arte de Baltimore, la Galería Nacional de Australia, el Museo de Bellas Artes de Boston, el Museo de Brooklyn y la Galería Nacional de arte.
Kendrick ha obtenido diversos galardones y reconocimientos por su labor artística. Destacan entre ellos dos becas delFondo Nacional para las Artes y un Premio de la Academia de la Academia Estadounidense de Artes y Letras. En 2008 Brice Marden seleccionó a Kendrick para recibir el premio Art Omi Francis J. Greenburger.